# Rajongemeinde Kėdainiai
Die Rajongemeinde Kėdainiai (litauisch Kėdainių rajono savivaldybė) ist eine Rajongemeinde im Zentrum Litauens. Sie umfasst neben der Stadt 10 Städtchen (miesteliai) sowie 534 Dörfer und hat 50.014 Einwohner (2021). Das Zentrum ist die Mittelstadt Kėdainiai.

## Städtchen
Die Städtchen sind: Akademija, Dotnuva, Gudžiūnai, Josvainiai, Krakės, Pagiriai, Pernarava, Surviliškis, Šėta und Truskava.

## Amtsbezirke

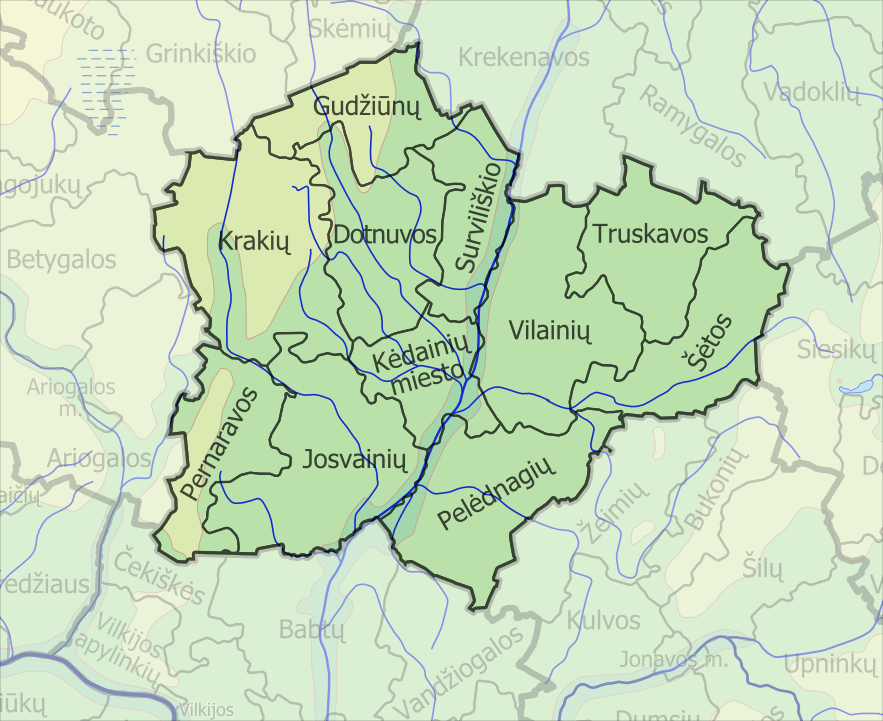
Amtsbezirke der Rajongemeinde Kėdainiai

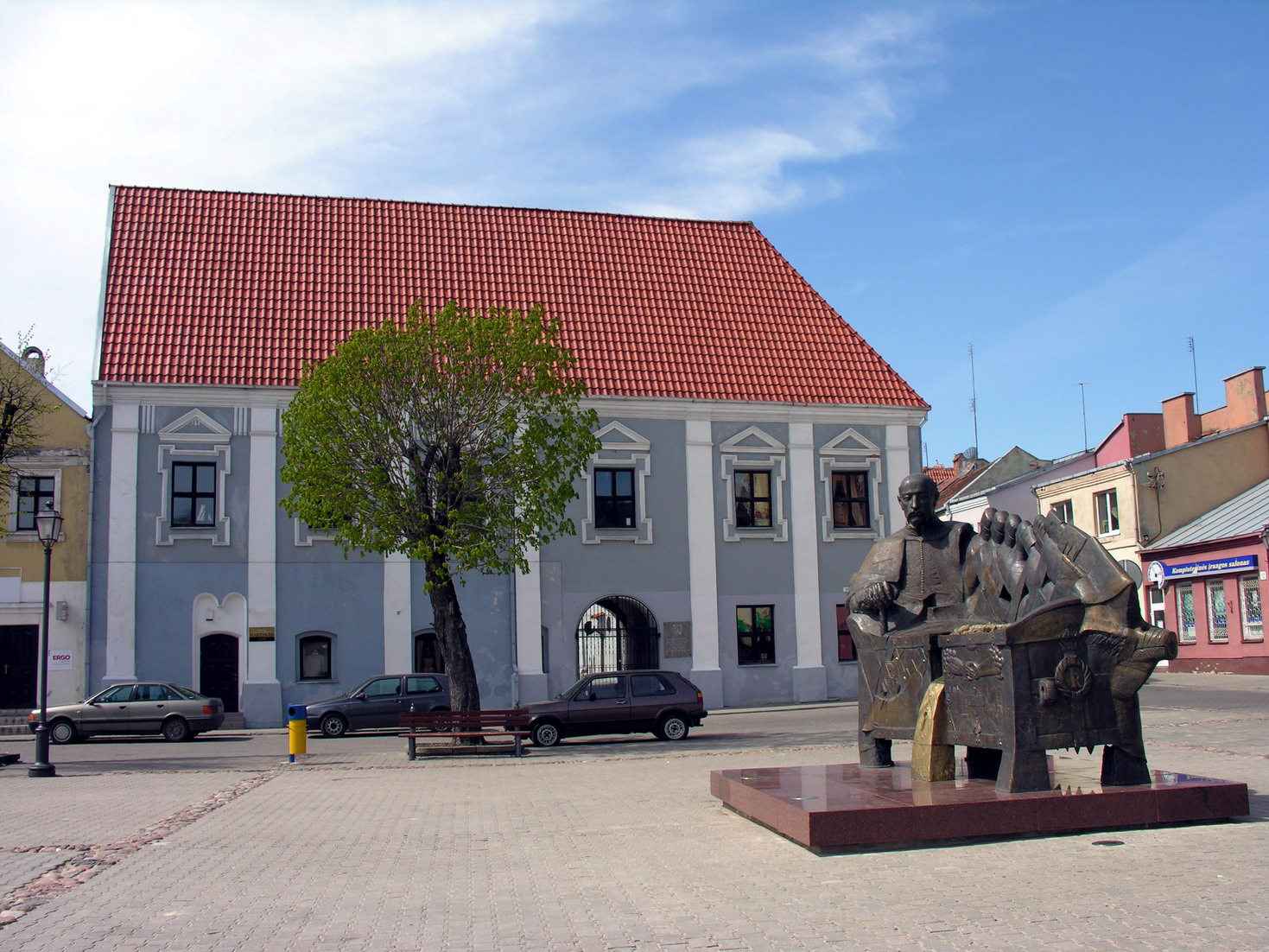
Rathaus Kėdainiai (rechts ist ein Radzwill-Denkmal)

- Dotnuva
- Gudžiūnai
- Josvainiai
- Stadt Kėdainiai
- Krakės
- Pelėdnagiai
- Pernarava
- Surviliškis
- Šėta
- Truskava mit Sitz in Pavermenys
- Vilainiai

## Bürgermeister
- 1990: Petras Baguška (* 1941)
- 1995: Vigimantas Kisielius (* 1954)
- 1997, 2000: Viktoras Muntianas (* 1951), DP
- 2004: Virginija Baltraitienė (* 1958), DP
- 2005–2011: Nijolė Naujokienė (* 1954)
- 2011–2015: Rimantas Diliūnas (* 1953)
- 2015–2019: Saulius Grinkevičius (* 1959), LLS
- Seit 2029: Valentinas Tamulis (* 1964), LSDP